# (3949) Mach
(3949) Mach – planetoida z pasa głównego asteroid okrążająca Słońce w ciągu 3 lat i 103 dni w średniej odległości 2,21 j.a. Została odkryta 20 października 1985 roku. Przed nadaniem nazwy planetoida nosiła oznaczenie tymczasowe (3949) 1985 UL.